# Snabbspårväg

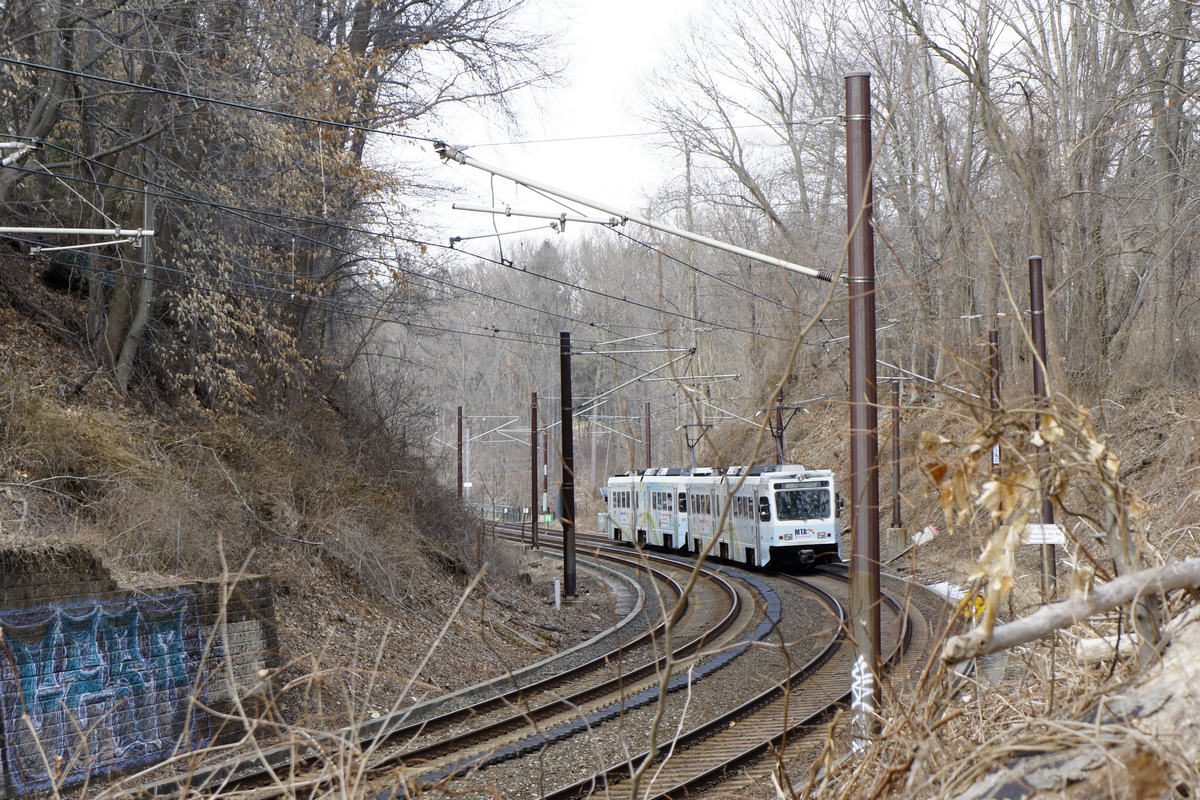
Snabbspårväg/Light Rail i Baltimore, USA.

En snabbspårväg är en spårväg som både går i vägar och på egen banvall. Förortsbanor för trafik mellan förorter och en stadskärna eller för trafik mellan förorter. Om den fortsätter planskilt genom stadskärnan benämns den ofta premetro eller mer generellt stadsbana. En spårväg med egen banvall men med gatukorsningar blir klart långsammare både om det är med eller utan trafiksignaler.
Snabbspårväg är dock inte något nytt begrepp. Granebergslinjen i Uppsala kallades "Sveriges första snabbspårväg" och 1921 gjordes ett betänkande i Stockholm angående "förslag till snabbspårvägar och förortsbanor till och genom Brännkyrka och Bromma". Dessa byggdes senare (till exempel Ängbybanan) och konverterades sedan till tunnelbana.
Sveriges snabbaste spårväg är Centralstationen-Angered (Angeredsbanan) i Göteborg som går 11 kilometer på 18 minuter, med marschfart 60 km/h. Linjerna på sträckan fortsätter dock i Göteborgs gatuspårvägsnät i mycket lägre hastigheter. Spårvägar utan plankorsningar finns i flera andra riktningar i Göteborgs förorter.
Spårvägen Tvärbanan, Sickla-Alvik-Solna station, i Stockholm benämns också snabbspårväg, men tar 54 minuter för cirka 19 kilometer. Nuvarande maxfart är 80 km/h på egen banvall och 30 km/h i gatumiljö.